# Armen Gilliam
Armen Louis Gilliam, precedentemente conosciuto come Armon Louis Gilliam (Pittsburgh, 28 maggio 1964 – Bridgeville, 5 luglio 2011), è stato un cestista e allenatore di pallacanestro statunitense, professionista nella NBA.
È morto colpito da un attacco di cuore mentre giocava una partita al LA Fitness Gym di Bridgeville in Pennsylvania, ricoverato nell'ospedale locale è morto la sera stessa.

## Carriera
Venne selezionato dai Phoenix Suns al primo giro del Draft NBA 1987 (2ª scelta assoluta).

## Statistiche

### College
| Anno      | Squadra        | PG  | PT  | MP   | TC%  | 3P% | TL%  | RP  | AP  | PRP | SP  | PP   |
| --------- | -------------- | --- | --- | ---- | ---- | --- | ---- | --- | --- | --- | --- | ---- |
| 1984-1985 | UNLV R. Rebels | 31  | 27  | 25,8 | 62,1 | -   | 65,3 | 6,8 | 0,2 | 0,9 | 0,5 | 11,9 |
| 1985-1986 | UNLV R. Rebels | 37  | 37  | 33,6 | 52,9 | -   | 76,8 | 8,5 | 0,5 | 1,1 | 1,1 | 15,7 |
| 1986-1987 | UNLV R. Rebels | 39  | 39  | 32,3 | 60,0 | -   | 72,8 | 9,3 | 0,9 | 1,4 | 0,9 | 23,2 |
| Carriera  | Carriera       | 107 | 103 | 30,9 | 58,0 | -   | 72,2 | 8,3 | 0,5 | 1,1 | 0,9 | 17,3 |

### NBA

#### Regular Season
| Anno      | Squadra            | PG  | PT  | MP   | TC%  | 3P% | TL%  | RP  | AP  | PRP | SP  | PP   |
| --------- | ------------------ | --- | --- | ---- | ---- | --- | ---- | --- | --- | --- | --- | ---- |
| 1987-1988 | Phoenix Suns       | 55  | 53  | 32,9 | 47,5 | -   | 67,9 | 7,9 | 1,3 | 1,1 | 0,5 | 14,8 |
| 1988-1989 | Phoenix Suns       | 74  | 60  | 28,6 | 50,3 | -   | 74,3 | 7,3 | 0,7 | 0,7 | 0,4 | 15,9 |
| 1989-1990 | Phoenix Suns       | 16  | 7   | 16,7 | 43,0 | -   | 69,6 | 4,4 | 0,5 | 0,4 | 0,3 | 8,9  |
| 1989-1990 | Charlotte Hornets  | 60  | 59  | 36,0 | 52,7 | 0,0 | 72,7 | 8,8 | 1,5 | 1,1 | 0,8 | 18,8 |
| 1990-1991 | Charlotte Hornets  | 25  | 25  | 38,0 | 51,3 | -   | 81,3 | 9,4 | 1,1 | 1,4 | 0,8 | 19,8 |
| 1990-1991 | Philadelphia 76ers | 50  | 50  | 33,9 | 47,0 | 0,0 | 81,6 | 7,3 | 1,6 | 0,7 | 0,6 | 15,0 |
| 1991-1992 | Philadelphia 76ers | 81  | 81  | 34,2 | 51,1 | 0,0 | 80,7 | 8,1 | 1,5 | 0,6 | 1,0 | 16,9 |
| 1992-1993 | Philadelphia 76ers | 80  | 26  | 21,8 | 46,4 | 0,0 | 84,3 | 5,9 | 1,5 | 0,5 | 0,7 | 12,4 |
| 1993-1994 | N.J. Nets          | 82  | 5   | 24,0 | 51,0 | 0,0 | 75,9 | 6,1 | 0,8 | 0,5 | 0,7 | 11,8 |
| 1994-1995 | N.J. Nets          | 82  | 30  | 30,1 | 50,3 | 0,0 | 77,0 | 7,5 | 1,2 | 0,8 | 1,1 | 14,8 |
| 1995-1996 | N.J. Nets          | 78  | 76  | 36,6 | 47,4 | 0,0 | 79,1 | 9,1 | 1,8 | 0,9 | 0,7 | 18,3 |
| 1996-1997 | Milwaukee Bucks    | 80  | 25  | 25,6 | 47,1 | -   | 76,8 | 6,2 | 0,7 | 0,8 | 0,5 | 8,6  |
| 1997-1998 | Milwaukee Bucks    | 82  | 25  | 25,8 | 48,4 | 0,0 | 80,2 | 5,4 | 1,3 | 0,8 | 0,5 | 11,2 |
| 1998-1999 | Milwaukee Bucks    | 34  | 5   | 19,6 | 45,3 | 0,0 | 78,2 | 3,7 | 0,6 | 0,6 | 0,4 | 8,3  |
| 1999-2000 | Utah Jazz          | 50  | 0   | 15,6 | 43,6 | 0,0 | 77,9 | 4,2 | 0,8 | 0,2 | 0,3 | 6,7  |
| Carriera  | Carriera           | 929 | 527 | 28,4 | 48,9 | 0,0 | 77,6 | 6,9 | 1,2 | 0,7 | 0,7 | 13,7 |

#### Playoffs
| Anno     | Squadra            | PG | PT | MP   | TC%  | 3P% | TL%  | RP  | AP  | PRP | SP  | PP   |
| -------- | ------------------ | -- | -- | ---- | ---- | --- | ---- | --- | --- | --- | --- | ---- |
| 1989     | Phoenix Suns       | 9  | 0  | 14,0 | 52,9 | -   | 86,4 | 5,0 | 0,2 | 0,1 | 0,2 | 8,1  |
| 1991     | Philadelphia 76ers | 8  | 8  | 35,9 | 46,2 | -   | 84,8 | 6,5 | 1,3 | 0,6 | 0,8 | 16,9 |
| 1994     | N.J. Nets          | 4  | 0  | 28,0 | 44,1 | 0,0 | 75,0 | 6,3 | 0,3 | 0,5 | 1,8 | 10,5 |
| 1999     | Milwaukee Bucks    | 3  | 0  | 11,7 | 40,0 | -   | 100  | 1,7 | 0,3 | 0,7 | 0,3 | 5,7  |
| 2000     | Utah Jazz          | 10 | 0  | 13,2 | 32,6 | -   | 38,5 | 2,9 | 0,4 | 0,4 | 0,4 | 3,5  |
| Carriera | Carriera           | 34 | 8  | 20,4 | 44,4 | 0,0 | 78,4 | 4,6 | 0,5 | 0,4 | 0,6 | 8,9  |

## Palmarès
- NCAA AP All-America Second Team (1987)
- NBA All-Rookie First Team (1988)
- All-ABA Second Team (2006)